# Valserhône
Valserhône è un comune francese sito nel circondario di Nantua, dipartimento dell'Ain, nella regione Alvernia-Rodano-Alpi. Si tratta di un comune di nuova costituzione che dal 1º gennaio 2019 è stato creato con la fusione tra i comuni di Bellegarde-sur-Valserine, Châtillon-en-Michaille e Lancrans, che ora ne costituiscono le rispettive frazioni. È attraversato dal fiume Valserine e delimitato dal fiume Rodano.